# Bazylika św. Marcina w Pacanowie
Bazylika świętego Marcina – rzymskokatolicki kościół parafialny należący do dekanatu stopnickiego diecezji kieleckiej.

## Historia

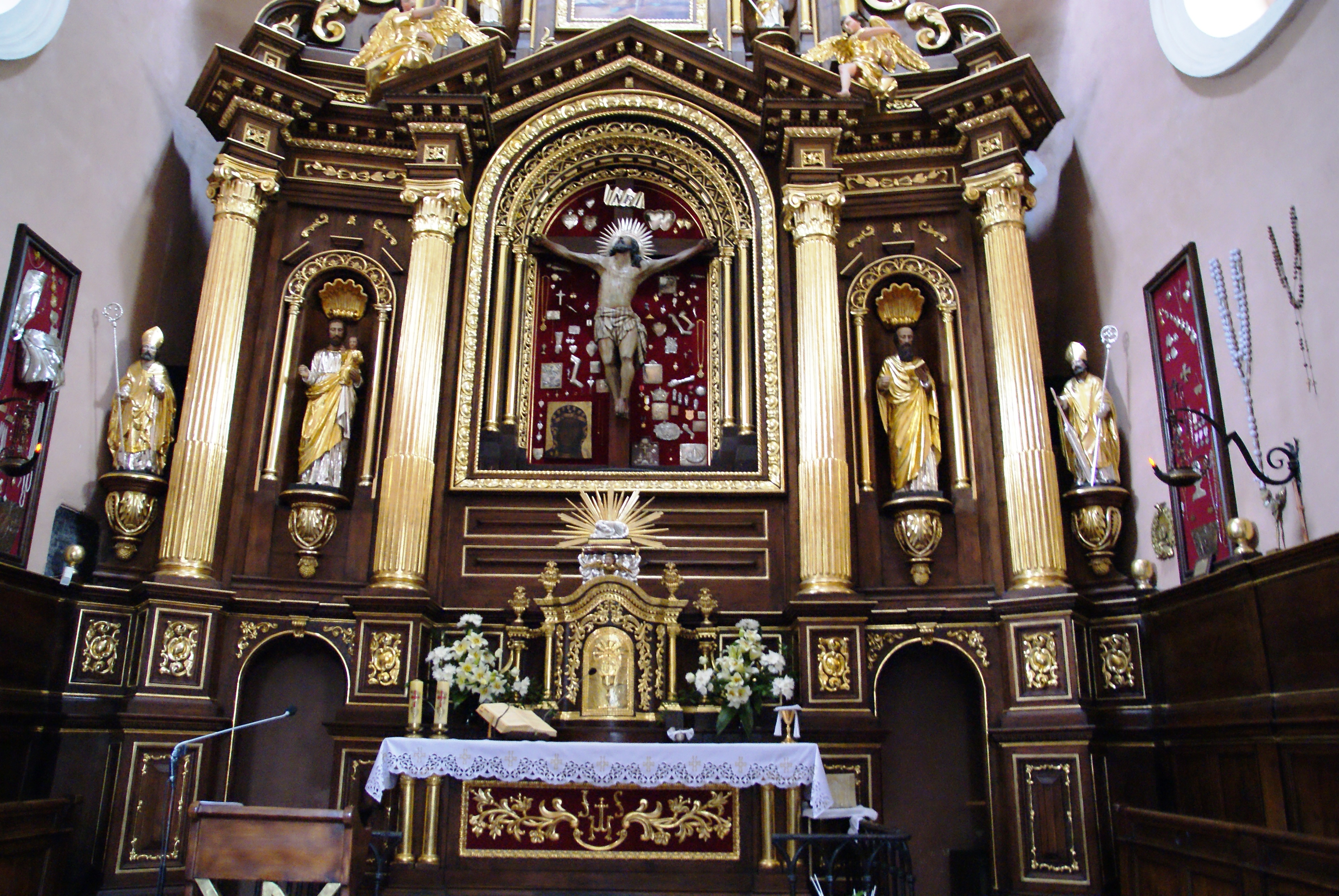
Ołtarz

Jest to świątynia w zrębie gotycka z XIII wieku, po zniszczeniu podczas najazdu szwedzkiego w 1657 roku odbudowana w stylu barokowym, przebudowana w XVII–XIX wieku, od strony południowej przylega późnorenesansowa kaplica Pana Jezusa z barokowym ołtarzem pochodząca z 1633 roku. Kościół jest Sanktuarium Jezusa Konającego. 14 listopada 2008 roku papież Benedykt XVI nadał kościołowi tytuł bazyliki mniejszej.